# 南大坂駅
南大坂駅（みなみおおさかえき）は、静岡県小笠郡大浜町（後の大東町、現在は掛川市）に存在した静岡鉄道駿遠線の駅である。

## 当時の様子
駅の構内はさほど広くはなかったものの、大浜町（当時）の中心にある交通の要所であった。当時は駅前に商店が並んでおり、路線バスも駅前まで乗り入れていた。
太平洋戦争中は、この駅から南にある軍施設（陸軍遠江射場）を結んでいた専用線があった。
当初は1面2線であったが、廃止直前の頃は列車交換設備は撤去された。

## 歴史
- 1925年（大正14年）4月7日 - 中遠鉄道として、新横須賀 - 当駅間が開業。開業当時は終着駅であった。
- 1927年（昭和2年）4月1日 - 当駅 - 新三俣間が開業、中間駅となる。
- 1943年（昭和18年）5月15日 - 戦時統合により、静岡鉄道中遠線の駅となる。
- 1948年（昭和23年）9月8日 - 静岡鉄道駿遠線の駅となる。
- 1967年（昭和42年）8月28日 - 新袋井 - 新三俣間の廃止により廃駅。

## 現在の状況
駅舎のあった部分は舗装されず、更地になっている。その場所には、バス利用者の駐輪場（東へ約100mほどにしずてつジャストライン掛川大東浜岡線の南大坂バス停がある）と駅名標を模したモニュメントがある。
駅前の街灯には、廃止後も長らく「大坂駅前」「駅前通り」の表示が残っていたが、2004年秋には姿を消した。

## 隣の駅
静岡鉄道駿遠線
新三俣駅 - 南大坂駅 - 谷口駅